# Белый, Александр Андреевич
Алекса́ндр Андре́евич Бе́лый (25 июня 1940 — 8 сентября 2019) — российский литературовед и химик, доктор филологических наук (2014).

## Биография
Родился в семье инженера-химика Андрея Петровича Белого и учёного-химика Анны Борисовны Цфасман. Брат литературоведа Галины Белой и физика Анатолия Белого. Окончил МИТХТ им. М. В. Ломоносова в 1963 году. Получил образование в области органической химии, кандидат химических наук (диссертация «Исследование фиксации молекулярного азота соединениями переходных металлов системы с использованием магния и щелочных металлов в качестве восстановителей», 1973), в 1964—1994 годах работал в Институте элементоорганических соединений им. А. Н. Несмеянова; в рамках программ по обмену специалистами — в университетах ГДР (1975) и США (1977).
В качестве литератора дебютировал в 1987 году со статьями в журналах «Литературная учёба», «Октябрь» (о прозе Чингиза Гусейнова), «Странник» (о пьесах А. С. Пушкина). В 1988 году приглашен в состав Пушкинской комиссии при ИМЛИ АН СССР. В печатном органе этой комиссии — сборнике «Московский пушкинист» опубликована серия работ по произведениям А. С. Пушкина. Часть этих работ (по драматическим произведениям Пушкина) вошла в книгу «Я понять тебя хочу» (1995, издательство «Индрик»). Участник телевизионных программ «Дневной марафон» (ноябрь 2007 года).
В 2000-е годы в центр интересов выдвинулась проблема философских источников творчества Пушкина, Бродского и Заболоцкого. Немалое внимание Александр Белый также уделил изучению эстетических корней творчества поэтов русского рока: Майка Науменко, Петра Мамонова, Ильи Кормильцева и Виктора Цоя. 3 декабря 2013 года в Тверском университете защитил докторскую диссертацию «Философско-эстетические основы пушкинского „истинного романтизма“» (научный консультант И. В. Карташова; официальные оппоненты В. И. Гусев, Ю. В. Манн, С. А. Небольсин).
Умер 8 сентября 2019 года в Москве.

## Основные работы
Книги
- «Я понять тебя хочу». М.: Индрик, 1995. Основное внимание уделено анализу «Маленьких трагедий» А. С. Пушкина
- «Пушкин в шуме времени». СПб.: Алетейя. 2013. Монография посвящена интерпретации всех произведений Пушкина, относящихся к зрелому периоду его творчества.

Статьи и тезисы
- Публикации о творчестве Майка Науменко, Петра Мамонова, Ильи Кормильцева, Виктора Цоя в серии CD «Легенды русского рока».
- Семейный корабль на ветру перемен. О романе Чингиза Гусейнова «Семейные тайны». Литературная учёба. № 3, 1988. С.147-152.
- Однажды прожитое. Ч. Гусейнов. Фатальный Фатали. (Писатели о книгах) М., «Книга»,1987. /Октябрь, № 7, 1988, С.200-203
- Моцарт и Сальери. Литературная учёба. № 3. 1991.
- О Борисе Годунове. Странник. № 3, 1991.
- Двуликий скупой. Московский Пушкинист I, Ежегодный сборник. Составитель и научный редактор В. С. Непомнящий. М, Наследие, 1995, С.68-92.
- Отшельники хвалы ему поют («Каменный гость»). Московский пушкинист II, 1996, С. 57-82.
- (О «Моцарте и Сальери»). Научное издание. Серия «Пушкин в XX веке», III. «Моцарт и Сальери», трагедия Пушкина. Антология трактовок и концепций от Белинского до наших дней. Составитель и научный редактор В. С. Непомнящий. М.: «Наследие» 1997, С.733-764.
- Чего «Богородица не велит». Наука и религия. № 6, 1999, С. 11-13.
- Разговор о «Памятнике». Московский пушкинист VII, 2000, С. 118-203.
- Осмеяние смеха. Взгляд на «Горе от ума» через плечо Пушкина. Московский пушкинист VIII, 2000. С.221-265.
- «Постиг я путь от формы к смыслу» (Феномен маргинальности в советской литературе). XX век и русская литература. Alba Regina Philologiae. Сборник научных статей. М, РГГУ, С.237-266.
- «Памятник» — завещание или манифест? (Тезисы юбилейной международной конференции «Пушкин и пушкинистика на пороге XXI века») Дискурс (коммуникативные стратегии культуры и образования). 8/9, 2000, С.100.
- Кантовская цитата в пушкинском тексте. Вопросы литературы, № 3, 2004, с. 59-80.
- Поиск «нового зрения»: Скрытый спор Заболоцкого с Пушкиным. Сб. «И ты причастен был к сознанью моему…»: Проблемы творчества Николая Заболоцкого. Материалы научной конференции к 100-летию со дня рождения Н. А. Заболоцкого. М. РГГУ, 2005. С. 43-67.
- Три поэта в метафизике четвёртого («Ответ» Н. А. Заболоцкого на газель Хафиза). Ирано-Славика. № 3-4 (8). 2005. С. 53-55.
- «Анджело»: между свободой и милостью. Пушкин в XXI веке. Сборник в честь Валентина Семеновича Непомнящего. М. Русский мир. 2006. С. 140—169.
- «Плохая физика» Иосифа Бродского. Нева, 2007. N5. С. 190.
- «Génie ou neige» (Об «Евгении Онегине») Вопросы литературы № 1, 2008. С. 115.
- «Перипатетика Абрама Терца» «Нева» 2008, № 2
- «О Пушкине, Клейсте и недописанном „Дубровском“» Новый мир, № 11, 2009. С.160.
- «„Повести Белкина“: перипетии совести». Московский пушкинист. Т. XII, М. ИМЛИ РАН. 2009. С. 316."
- «„Смена лица“ литературной критики (научная спекуляция вместо герменевтики)». HOMO SCRIDTNS. Литературная критика в России: поэтика и политика: сборник статей и материалов научной конференции (Казань, 30 сентября — 2 октября 2008 г)
- «Критика огненного воображения» (О «Пиковой даме») Гуманитарные исследования. «Журнал фундаментальных и прикладных исследований». 2009. № 4 (32). С.132-139.
- «ПРЕОБРАЖЕНИЕ ГЕРОЯ В „МАЛЕНЬКИХ ТРАГЕДИЯХ“ А. С. ПУШКИНА» «Духовно-нравственные основы русской литературы». Кострома. 2009. С.47-53.